# Eridolius clypeatus
Eridolius clypeatus là một loài tò vò trong họ Ichneumonidae.